# Flemming van Denemarken
Flemming Waldemar Karel Axel (Stockholm, 9 maart 1922 - Antibes, 19 juni 2002) was de jongste zoon van prins Axel en prinses Margaretha. Hij werd geboren in de Zweedse hoofdstad Stockholm en groeide op in het Deense Gentofte. Hij werd opgeleid tot officier bij de Deense marine en werd kapitein-luitenant-ter-zee. Tussen 1961 en 1984 was prins Flemming directeur bij het bedrijf van zijn schoonvader.
In 1949 huwde hij met de Deense Ruth Nielsen. Omdat zijn bruid een burgermeisje was, moest hij zijn prinsentitel opgeven. Sindsdien voert hij de titel Graaf van Rosenborg. Het echtpaar kreeg vier kinderen: Axel, Birger, Carl Johan en Desirée.